# Rue des Cinq-Diamants (ancienne voie de Paris)
La rue des Cinq-Diamants  est une ancienne rue qui était située dans l'ancien 6e arrondissement de Paris et qui a été absorbée lors de sa fusion dans la rue Quincampoix. Il ne faut pas la confondre avec l'actuelle rue des Cinq-Diamants.

## Situation
La rue des Cinq-Diamants, d'une longueur de 123 mètres, qui était située dans l'ancien 6e arrondissement, quartier des Lombards, commençait aux 16-18, rue des Lombards et finissait aux 15-17, rue Aubry-le-Boucher. Elle était dans le prolongement de la rue Quincampoix.
Les numéros de la rue étaient noirs. Le dernier numéro impair était le no 29 et le dernier numéro pair était le no 28.

## Origine du nom
Elle doit son nom, depuis le début du XVIe siècle, à l'enseigne d'un joaillier.

## Historique
Elle est citée dans Le Dit des rues de Paris de Guillot de Paris sous le nom de « rue de la Conreerie ».
Elle s'est nommée ensuite « rue de la Courroirie » et « rue de la Vieille-Courroirie », parce qu'elle était habitée par des corroyeurs. Il ne faut pas la confondre avec la rue de la Corroierie.
Depuis le XVIe siècle, elle porte le nom de « rue des Cinq-Diamans » puis « rue des Cinq-Diamants », qu'elle doit à une enseigne.
En 1702, la rue, qui fait partie du quartier de Saint-Jacques-de-la-Boucherie, comporte 34 maisons et 6 lanternes.
Elle est citée sous le nom de « rue des Cinq diamantz » dans un manuscrit de 1636.
Une décision ministérielle du 20 juillet 1797 (2 thermidor de l'an V), signée Chaptal, fixe la largeur de cette voie publique à 7 mètres. Cette largeur est portée à 10 mètres, en vertu d'une ordonnance royale du 19 juillet 1840.
La rue est incorporée en 1851 à la rue Quincampoix.